# Ter Vloet

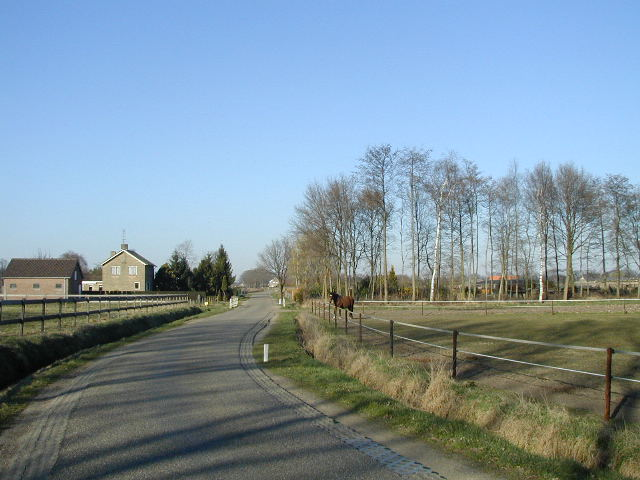
De locatie van het middeleeuws goed Ter Vloet in de buurtschap Kerkeind, hier rechts van de weg op de foto.

Het goed Ter Vloet was een laatmiddeleeuws eigendomscomplex met centrale hoeve, blokhuis en oliewatermolen in de buurtschap Kerkeind nabij het dorp Deurne in de Nederlandse provincie Noord-Brabant. Het goed lag aan de oevers van de beek de Vlier, aan welke ligging het zijn naam ontleende.
Belang kreeg dit goed doordat de lokale machthebbers hier in de veertiende eeuw hun residentie hadden. Kort voor 1383 werd stroomopwaarts langs de Vlier een nieuwe watermolen met versterkte woning, het Klein Kasteel, gebouwd. Daarmee verloor Ter Vloet zijn betekenis. Hoe verdedigbaar en "kasteelachtig" we ons dat blokhuis moeten voorstellen, is door het ontbreken van gedetailleerde beschrijvingen, afbeeldingen of archeologische gegevens niet bekend.
De oliewatermolen van Ter Vloet brandde vermoedelijk aan het begin van de zeventiende eeuw af en werd niet herbouwd. Deze molen was een leengoed van kasteel Cranendonck, net zoals zijn opvolger aan het Haageind en het Klein Kasteel aldaar.
Van de molen, het blokhuis en de hoeve Ter Vloet zijn vermoedelijk, ondanks normalisering van de Vlier, nog ondergrondse resten aanwezig.
Aldendriel · Asten · Barendonk · De Blauwe Kamer · Blokhuis te Leensel · Blokhuis te Liessel · Blokhuis op Ter Vloet · Bokhoven · Bouvigne · Bronkhorst · Boxmeer · Breda · Kasteel Croy · Cranendonck · De Donk (Someren) · Dommelrode · Dussen · Eckart · Eikenlust · Emmaus · Eymerick · Frisselstein · Gageldonk · Geldrop · Gemert · Groot Kasteel · Klein Kasteel · Groenendaal · De Hattert · Heeswijk · Heeze · Helmond · Henkenshage · Hooghuis op de Schouw · De Laar · Loon op Zand · Markiezenhof · Het Makken · Maurick · Meeuwen · Mierlo · Muggenheuvel · Nemerlaer · Nieuw-Herlaar · Nieuwenroy · Oijen · Onsenoort · Het Oortje · Oud Beijsterveld · Oud-Herlaar · 't Oude Huys · Rijswijk · Seldensate · Slotjes van Oosterhout · Soeterbeek · Stakenborch · Stapelen · Strijdhoef · Strijen · Tilburg · Paleis-Raadhuis · Tongelaar · Walstein · Wamberg · Het Witte Kasteel · Wouw · Zuidewijn · Zwijnsbergen